# Амалія Саксонська (1794—1870)
Амалія Саксонська (нім. Amalie von Sachsen), повне ім'я Марія Амалія Фредеріка Августа Кароліна Людовіка Йозефа Алоїзія Анна Непомуцена Філіпіна Вінцентія Франциска де Паула Франциска де Шанталь Саксонська, нім. Maria Amalia Friederike Augusta Karolina Ludovica Josepha Aloysia Anna Nepomucena Philippina Vincentia Franziska de Paula Franziska de Chantal, Prinzessin von Sachsen), 10 серпня 1794, Дрезден — 18 вересня 1870, Пільниц) — саксонська принцеса з династії Веттінів, донька принца Саксонії Максиміліана та пармської принцеси Кароліни. Композиторка та драматургиня. Писала під псевдонімами Амалія Гайтер, А. Гайтер, Амалія Сирена, А. Сирена у жанрах опери, ікосу та кантати, а також п'єси. Була таємно одружена з Франциском де Мередонком, мала сина.

## Біографія
Амалія з'явилась на світ 10 серпня 1794 року в Дрездені. Стала первістком в родині принца Максиміліана Саксонського та його першої дружини Кароліни Пармської, народившись за два роки після їхнього весілля. Згодом у неї з'явилося шестеро молодших братів та сестер. Курфюрстом країни в цей час був її дядько Фрідріх Август.
Мешкало сімейство у Дрездені. Літньою резиденцією був замок Пільниц. Шлюб батьків змальовували як гармонійний. Втім, коли Амалії було 9 років, її матір пішла з життя. Тривалий час батько не брав нового шлюбу, доки всі його діти не створили власні сім'ї. Діти принца стали першими у Дрездені, кого прищепили від віспи. Про вдале щеплення досі нагадує павільйон коло замку Пільниц.
Амалія надалі виховувалась у тітки Марії Терезії та дядька Антона Саксонського. Отримала добру освіту та описувалася як інтелектуальна та допитлива дівчина. Перші уроки музики їй давав придворний капельмейстер Йозеф Шустер. Рано почала писати мизику власноруч, з підліткового віку створювала п'єси.
У 1806 році курфюрство за підтримки Франції було перетворене на королівство. Священна Римська імперія перестала існувати. Амалія в той час кілька разів зустрічалася з Наполеоном і не приховувала негативного ставлення до нього. Після наполеонівської окупації, родині погрожували, тому принцеса із прийомною родиною у 1813—1815 роках мешкала в Празі через можливу небезпеку. Там вона продовжувала пильно слідкувати за виходом нових опер, кантат та невеликих вокальних творів. Після повернення відбулася прем'єра її опери «Una Donna», яку Амалія написала у 16 років. Вистава відбулася у 1816 році в невеликому театрі на терасі Брюля за участі музикантів Дрезденського придворного оркестру. Музичні твори дівчина писала під псевдонімом Амалія Сирена.
У 1817 році принцеса завершила своє навчання вокалу уроками у дрезденських співаків Вінченцо Растреллі та Йоганна Алоїза Мікша. У тому ж році була поставлена її перша драма «Abentheurer von Thornburg» у придворному театрі Дрездена із анонімним авторством. П'єса була розкритикована і більше відповідні твори Амалії не ставилися для публіки аж до смерті короля Фрідріха Августа. Тоді ж принцеса взяла таємний шлюб із Франциском де Мередонком та народила сина Йоганнеса.
У 1824—1825 роках брала уроки композиції у Карла Марії фон Вебера, який вважав твори Амалії Сирени та її гру на клавесині надзвичайно талановитими. Також у 1820-х роках подорожувала Європою: відвідувала Італію (1819, 1829), Іспанію (1825), часто зупинялася у Відні.
Принцеса створила в цілому дванадцять опер, для яких вона також написала італійські лібрето. Деякі з них були опубліковані під псевдонімом А. Серена. Крім того, вона писала камерну та церковну музику. Її твори, за кількома винятками, не грали в громадських місцях, але були відомими у приватних колах королівської сім'ї. Всі опери принцеси виконувалися Дрезденським придворним оркестром, що був найшанованішим в той час у Європі. Концертним майданчиком часто слугувала резиденція Пільниц.
Також активно займалася драматургією. Під псевдонімами A. Heiter та Amalie Heiter були поставлені її роботи «День коронації» та «Месру, король Бактріани» як приватні спектаклі для королівської родини. У 1827 році «Месру, король Бактріани» почав ставитися для публіки, а у 1833 році принцеса анонімно відправила свою комедію «Брехня та правда» до Берлінського придворного театру, де та була успішно виконана й відразу зробила авторку відомою комедійною письменницею. Між 1834 і 1845 роками по всій Німеччині з великим успіхом йшли близько 30 її творів. Багато творів Амалії стали репертуарними п'єсами, які виставлялися на німецьких сценах і після її смерті. Багато її комедій були перекладені на французьку, угорську, російську та італійську мови.
Незважаючи на великий успіх, принцеса жила надзвичайно скромно. Доходи від п'єс часто жертвувала на благодійність. Так, вона подарувала 80000 талерів на будівництво Дрезденської опери. Вела усамітнений спосіб життя, працюючи над своїми творами. Товаришувала з письменником Карлом Ґотфрідом Теодором Вінклером, відомим під псевдонімом Теодор Гель, якому довіряла редагувати свої твори. Добре ладнала зі своїм братом Йоганном, який займався перекладацькою діяльністю.
У 1851 році захворіла на катаракту, а за два роки осліпла через невдалу операцію. Втім, після повторної операції у 1855 році зір в одному оці було частково відновлено.
Померла 18 вересня 1870 року в Пільниці, у переддень початку облоги Парижа в ході франко-прусської війни. Була похована у Великій крипті придворної церкви Дрездена. На старому католицькому цвинтарі Дрездена, поблизу каплиці, було встановлено меморіальний хрест на її честь.
Менш ніж за п'ять місяців після її смерті, було проголошено створення Німецької імперії.

## Нагороди
Орден королеви Марії Луїзи № 89 (Іспанія) (7 січня 1799).